# Teun de Nooijer
Teun Floris de Nooijer (* 22. března 1976 Egmond aan den Hoef) je bývalý nizozemský hráč pozemního hokeje. S nizozemským národním týmem má dvě zlata (1996, 2000) a dvě stříbra (2004, 2012) z olympijských her. Vyhrál s ním též mistrovství světa v roce 1998 a mistrovství Evropy roku 2007. Nastupoval v reprezentaci v letech 1994–2012, odehrál za ni 453 zápasů a drží tak nizozemský rekord. Třikrát byl zvolen nejlepším pozemním hokejistou světa, v letech 2003, 2005 a 2006. Po skončení hráčské kariéry se stal trenérem.